# Il chimico scettico
Il chimico scettico (The Sceptical Chymist: or Chymico-Physical Doubts & Paradoxes) è il titolo dell'opera scientifica di Robert Boyle pubblicata a Londra nel 1661 e che gli valse l'appellativo di fondatore della chimica moderna.
Scritto sotto forma di dialogo, Il chimico scettico presenta l'ipotesi di Boyle riguardante la materia formata da atomi e raggruppamenti di atomi in movimento e che ogni fenomeno fosse il risultato della collisione di queste particelle. Egli fece appello ai chimici di sperimentare e affermò che gli esperimenti negavano il fatto che gli elementi chimici si limitassero ai soli quattro classici: terra, fuoco, aria e acqua. Boyle inoltre sostenne la necessità di separare la chimica dalla medicina e dall'alchimia, elevandola al rango di una scienza. Sostenne l'approccio rigoroso alla sperimentazione scientifica: egli riteneva che tutte le teorie dovessero essere dimostrate sperimentalmente prima di essere considerate vere.
Ne Il chimico scettico non mancano tocchi di umorismo, come quando l'autore paragona gli alchimisti con "i navigatori della flotta di Tarsis di Salomone, che portarono a casa...non solo oro, e argento, e avorio, ma anche scimmie e pavoni", dato che le loro teorie "sia come le piume del pavone sono molto appariscenti, ma non sono né solide né utili; oppure, come le scimmie, se esse hanno qualche apparenza di essere razionali, sono macchiate con qualche assurdità o altro che le fa apparire ridicole."
Il valore principale de Il chimico scettico, a parte il suo messaggio principale, è rappresentato dalla ricchezza di sperimentazione chimica che mostrava al chimico come impiegare i termini e la nomenclatura standard nella spiegazione chimica presentando anche nuovi concetti chimici.